# Sept Îles (Morbihan)
Pour les articles homonymes, voir Sept-Îles (homonymie).
Cet article concerne l'île du golfe du Morbihan. Pour l'archipel des Côtes-d'Armor, voir Sept-Îles (Côtes-d'Armor).
Sept Îles est une île bretonne (une île unique malgré son nom) située dans le golfe du Morbihan et faisant partie de la commune de Baden. Elle appartient à un particulier. On peut en faire le tour à pied en respectant les cultures. Elle est reliée au continent par un tombolo de sable submergé à marée haute. La plage, fragile, est protégée par une digue de pierre côté est. De violents courants la rendent dangereuse par certaines hauteurs d'eau et par certains vents. Elle communique avec l'anse de Baden par le sentier côtier GR 34 qui permet, en passant par la Pointe de Locmiquel et l'anse de Locmiquel, de rejoindre à pied le bourg de Larmor-Baden, situé à trois kilomètres, en passant par des tombes de l'époque mégalithique. Dans l'autre sens, en allant vers le nord, le GR 34 se dirige vers l'étang de Toulven.
En breton l'île se nomme Seniz.

## Étymologie
D'après Gildas Bernier, le nom breton Seniz viendrait d'une forme plus ancienne Sec'h Iniz (littéralement "l'ile sèche"). Le nom aurait ensuite été plus tard compris comme Seizh iniz (Sept îles, prononcé seih iniz en breton vannetais), d'où le nom actuel.
L'Office de la Langue Bretonne a collecté les formes suivantes:
- 1809 : Siniz
- 1815 : Senix
- 1852 : Ile de Seniz
- 1880 : Ile Seniz

## Histoire
Un corps de garde abritant des douaniers se trouvait à la pointe sud des Sept-Îles au XIXe siècle (un autre se trouvait sur le continent à la Pointe de Locmiquel) ; un lieutenant, 15 préposés et matelots étaient affectés à Baden en 1819.